# Mosquée KM9
La mosquée KM9 est une des mosquées de Phnom Penh. Elle se trouve dans le nord de la ville, entre la route nationale 5 et le Tonlé Sap, à environ 2 km au nord de la mosquée Nur ul-Ihsan et à 9 km du centre ville, comme son nom l'indique. Elle fait partie du complexe comprenant l'École Islamique de Phnom Penh Dubai, ouvert en 1992 et don d'un homme d'affaires de Dubai.

## Voir aussi

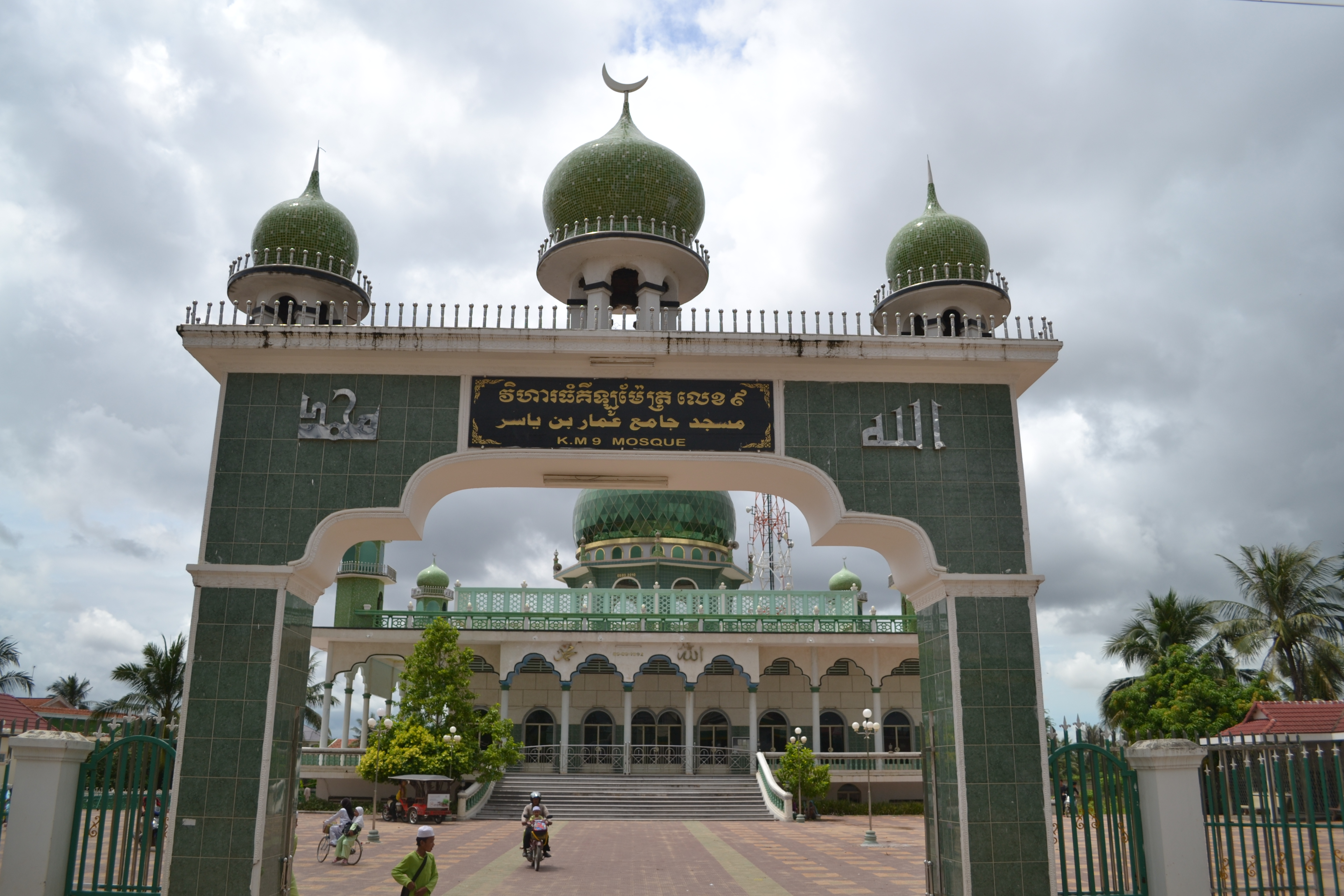
L'entrée de la mosquée